# 6 Persei
Désignations
6 Persei (en abrégé 6 Per) est une étoile binaire de la constellation d'Andromède. Elle est faiblement visible à l'œil nu avec une magnitude apparente de 5,29. Le système est situé à 182,3 ± 1,0 a.l. (∼ 55,9 pc) de la Terre, qui est déterminée par le décalage annuel de la parallaxe de 17,9 mas. Elle s'éloigne du Système solaire avec une vitesse radiale héliocentrique de +42 km/s. Le système a un taux relativement élevé de mouvement propre, traversant la sphère céleste à la vitesse de 0,386 seconde d'arc/an.
Il s'agit d'une étoile binaire spectroscopique à raies simples avec une période orbitale de 4,315 5 ans et une excentricité orbitale de 0,88. La valeur a sin i pour le composant primaire est 201,8 ± 0,9 Gm, où a est le demi-grand axe et i est l'inclinaison orbitale. L'inclinaison est estimée à 104°.
La composante visible est une étoile géante évoluée de type spectral G8.5 IIIb Fe-2, où la notation « Fe-2 » indique une sous-abondance en fer dans le spectre. Elle a 1,5 fois la masse du Soleil et s'est étendue à 7 fois le rayon du Soleil. Elle rayonne 26 fois la luminosité du Soleil à partir de sa photosphère avec une température effective de 4 920 K. Elle a un compagnon visuel de magnitude 10,49. En date de 2004, il était localisé à une séparation angulaire de 108,9" et selon un angle de position de 57°.